# 欧贝吉蒙
欧贝吉蒙（法語：Aubéguimont，法語發音：[obeɡimɔ̃]）是法国滨海塞纳省的一个市镇，属于迪耶普区。

## 地理
欧贝吉蒙（49°48'28"N, 1°40'23"E）面积4.85 平方千米，位于法国诺曼底大区滨海塞纳省，该省份为法国北部沿海省份，其西部及北部濒大西洋英吉利海峡，东起顺时针与索姆省、瓦兹省、厄尔省和卡爾瓦多斯省接壤。
与欧贝吉蒙接壤的市镇（或旧市镇、城区）包括：马尔克、里什蒙、布雷勒河畔旧鲁昂。

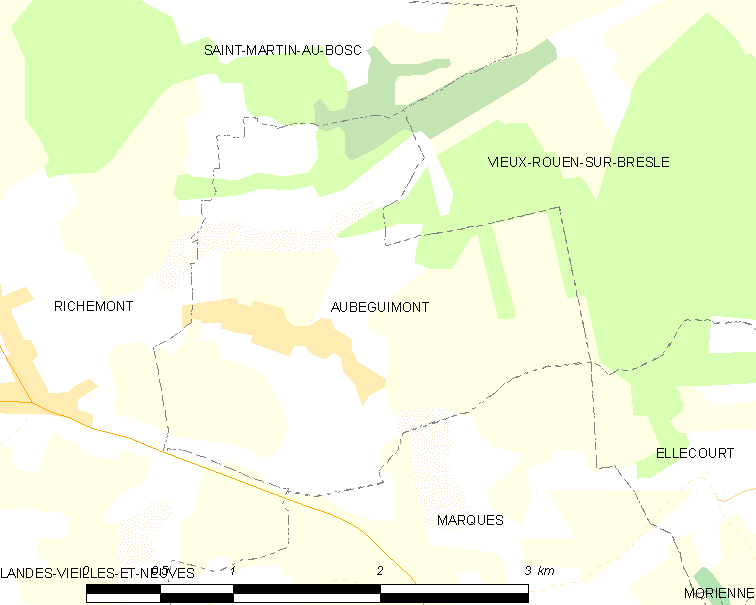
欧贝吉蒙的OSM定位图

欧贝吉蒙的时区为UTC+01:00、UTC+02:00（夏令时）。

## 行政
欧贝吉蒙的邮政编码为76390，INSEE市镇编码为76028。

## 政治
欧贝吉蒙所属的省级选区为布赖地区古尔奈县。

## 人口

1962-2008年间欧贝吉蒙人口变化图示

欧贝吉蒙于2022年1月1日时的人口数量为177人。